# Mölbling

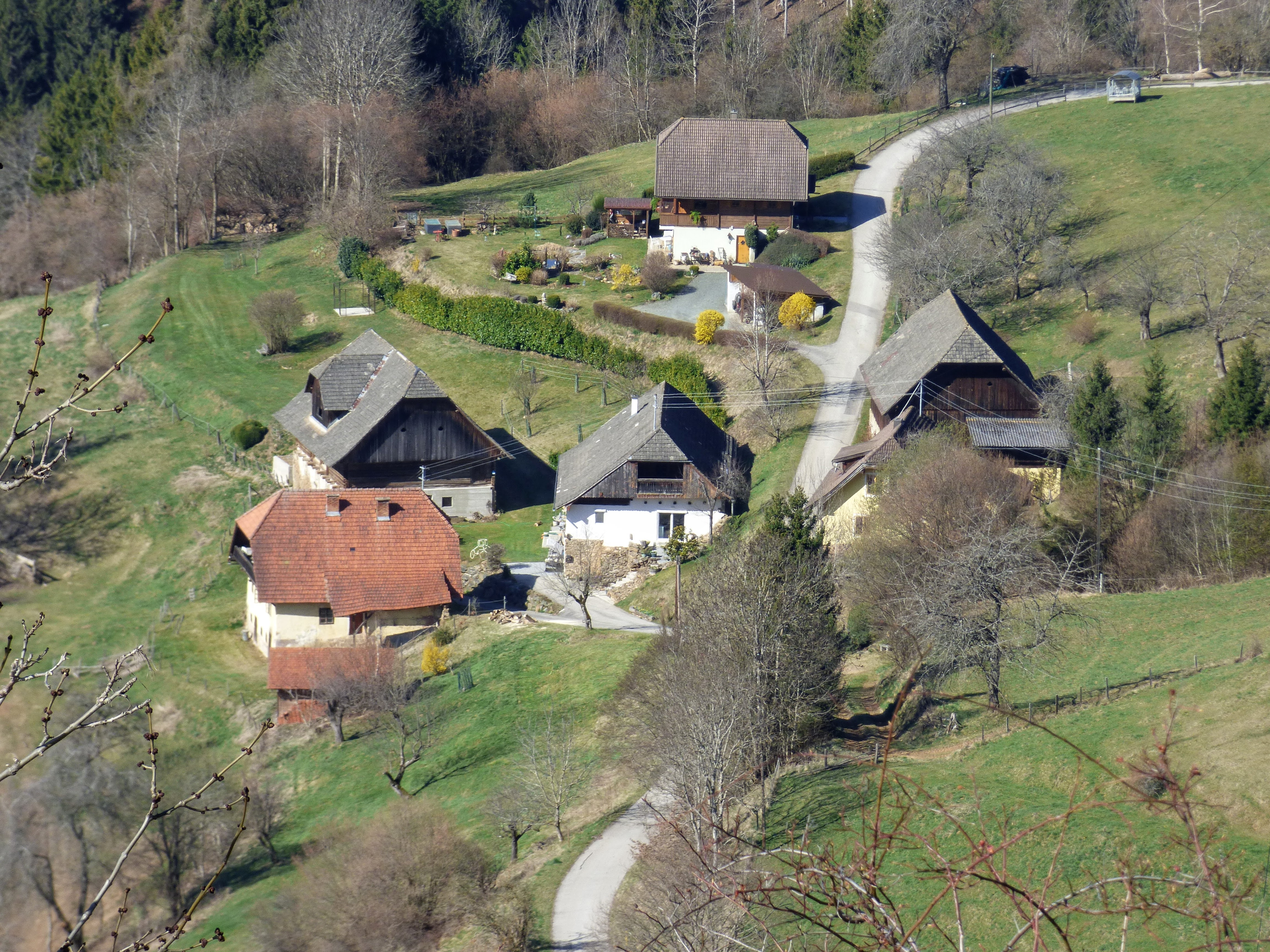
Mölbling

Mölbling es un municipio austríaco situado en el distrito de Sankt Veit an der Glan, en Carintia. Tiene una población estimada, a principios de 2021, de 1,347 habitantes.

## Residentes notables
En 1893 el químico austríaco Carl Auer von Welsbach adquirió el Castillo de Rastenfeld como su residencia privada, donde murió en 1929.